# Thomas Hicks
Thomas Hicks (Cambridge, 11 de janeiro de 1876 – 28 de janeiro de 1952) foi um atleta norte-americano nascido na Inglaterra, vencedor da maratona olímpica dos Jogos de St. Louis, em 1904.
A maratona de St. Louis foi uma das mais confusas e irregulares de todos os Jogos, numa época de grande amadorismo e falta de organização, realizados como parte da Feira Mundial de St. Louis e que contou com a participação de um número muito pequeno de países.
A prova foi realizada sob forte calor, num percurso feito numa estrada na maior parte de terra, onde vastas quantidades de poeira eram levantadas ao lado dos atletas pelos carros dos acompanhantes, prejudicando a visão e a respiração normal dos corredores.
Entre outros fatos irregulares e pitorescos acontecidos durante a prova, o mais conhecido é de que o primeiro corredor a cruzar a linha de chegada, Fred Lorz, correu apenas 15 km do percurso, pegando carona num carro até cerca de sete km da entrada do estádio. Ele mesmo reconheceu a fraude, dizendo que era apenas uma piada, quando ia receber o prêmio das mãos da filha do Presidente Theodore Roosevelt e foi banido do esporte por um ano.

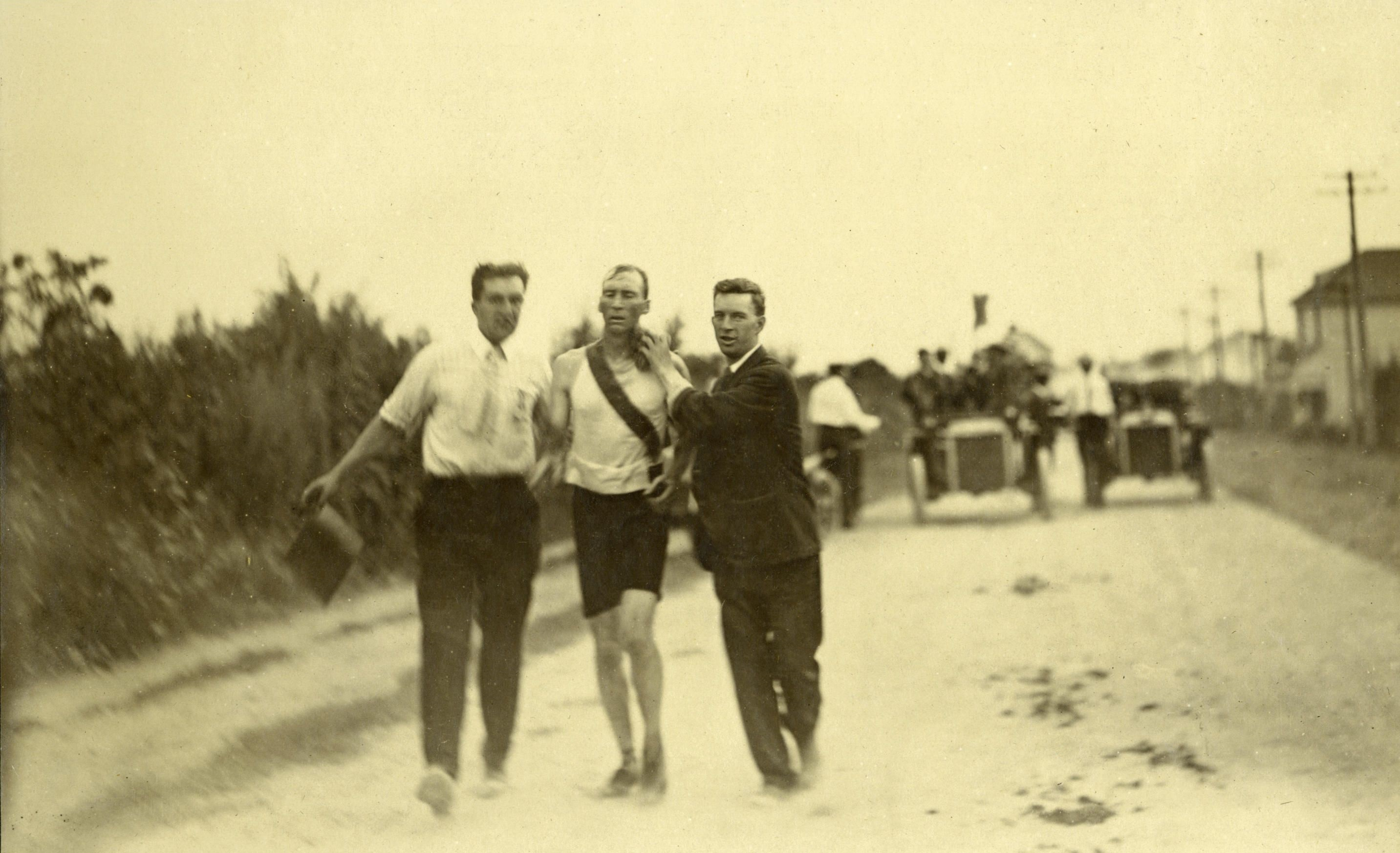
Hicks ajudado durante a maratona.

Hicks, que chegou em segundo, foi declarado vencedor, mas ele mesmo se viu envolvido em atos fraudulentos.  Completamente exausto, foi ajudado por seus acompanhantes que lhe deram doses de brandy e 1 mg de estricnina para fazê-lo continuar, o que o fez ter um colapso logo após a linha de chegada.
Os médicos que o examinaram concluíram que caso tivesse ingerido outra dose de estricnina ela poderia ser fatal. Depois da maratona olímpica, Hicks nunca mais participou de outra corrida.